# Marina Semjonova
Marina Timofejevna Semjonova (Russisch: Марина Тимофеевна Семёнова) (Sint-Petersburg, 12 juni (o.s. 30 mei) 1908 – Moskou, 9 juni 2010) was een Russisch balletdanseres en choreografe. Zij had de titel "Volksartiest van de Sovjet-Unie" sinds 1975.
Semjonova werd geboren op 12 juni 1908 van de gregoriaanse kalender en op 30 mei 1908 van de juliaanse kalender welke nog werd gebruikt in het toenmalige Keizerrijk Rusland op het moment van haar geboorte. Zij werd geboren in een arbeidersgezin. Een vriendin van Semjonova's moeder inspireerde haar te gaan dansen. Zij werd een van Agrippina Vaganova's eerste leerlingen aan de Vaganova Academie voor Russisch Ballet. Hier studeerde zij af in 1925. Later zou in de annalen van het Sovjet ballet haar afstuderen een ongekende triomf worden genoemd.

Wat zij demonstreerde in haar tijd was ongewoon, vernieuwend en adembenemend. Nu wordt algemeen aangenomen dat het zo altijd is geweest. — Maja Plisetskaja

Zij ontving de Stalinprijs in 1941 en ging met pensioen in 1952. Waarna zij een van de belangrijkste leraressen en repetitoren van het Bolsjojtheater werd. O.a.: Natalia Bessmertnova, Loedmila Semenjaka en Nina Ananiashvili behoorden tot haar leerlingen.

Wanneer zij ten tonele komt met haar natuurlijke tred, welke door haar training enkel is gepolijst, abrupt oprijst in een wilde sprong, de impressie is die van een storm welke opeens de stilte scheidt van een kleurloos bestaan. — Stefan Zweig

Op 96-jarige leeftijd stopte zij met lesgeven. Het is bekend dat zij een warme vriendschap had met de jonge danser Nikolaj Tsiskaridzje welke haar diverse malen heeft geïnterviewd. Zij heeft een dochter met recitator Vsevolod Aksjonov. In 2008 vierde het Bolsjojtheater haar 100e verjaardag. Semjonova stierf op 9 juni 2010 in haar woning in Moskou, slechts drie dagen voor haar 102e verjaardag.
- Bibliothèque nationale de France: cb14841760z (data)
- Gemeinsame Normdatei: 141578440
- International Standard Name Identifier: 0000 0000 8027 9478
- Library of Congress Control Number: no2012084751
- Nationale Bibliotheek van Israël: 987007411949705171
- Nationale Bibliotheek van Polen: a0000003509952
- Système universitaire de documentation: 221729437
- Virtual International Authority File: 121649787
- WorldCat: E39PBJmP63pFTvvhGY7ywqq84q